# Neil Sloane
Neil James Alexander Sloane (Beaumaris, 10 de outubro de 1939) é um matemático britânico-estadunidense.

## Biografia
Sloane nasceu em Beaumaris, Anglesey, País de Gales, em 1939, mudando-se para Cowes, Ilha de Wight, Inglaterra em 1946. A família emigrou para a Austrália, chegando no início de 1949. Sloane então se mudou de Melbourne para os Estados Unidos em 1961.
Ele estudou na Cornell University com Nick DeClaris, Frank Rosenblatt, Frederick Jelinek e Wolfgang Heinrich Johannes Fuchs, recebendo seu Ph.D. em 1967. Sua tese de doutorado foi intitulada Lengths of Cycle Times in Random Neural Networks. Sloane juntou AT & T Bell Labs em 1968 e se aposentou da AT & T Labs em 2012. Ele se tornou um AT & T Fellow em 1998. Ele também é membro da Sociedade Aprendidas de Gales, um IEEE Fellow, Fellow da Matemática da Sociedade Americana, e membro da National Academy of Engineering.
Ele foi vencedor do Prêmio Lester R. Ford em 1978 e do Prêmio Chauvenet em 1979. Em 1998, foi palestrante convidado do Congresso Internacional de Matemáticos em Berlim. Em 2005, Sloane recebeu a medalha IEEE Richard W. Hamming. Em 2008 ele recebeu o prêmio David P. Robbins da Mathematical Association of America, e em 2013 o prêmio George Pólya.
Em 2014, para comemorar seu 75º aniversário, Sloane compartilhou algumas de suas sequências inteiras favoritas. Além da matemática, ele adora escalada e é autor de dois guias de escalada para Nova Jersey.

## Publicações selecionadas
- N. J. A. Sloane, A Handbook of Integer Sequences, Academic Press, NY, 1973.
- F. J. MacWilliams e N. J. A. Sloane, The Theory of Error-Correcting Codes, Elsevier/North-Holland, Amsterdam, 1977.[10]
- M. Harwit e N. J. A. Sloane, Hadamard Transform Optics, Academic Press, San Diego CA, 1979.
- N. J. A. Sloane e A. D. Wyner, editors, Claude Elwood Shannon: Collected Papers, IEEE Press, NY, 1993.
- N. J. A. Sloane e S. Plouffe, The Encyclopedia of Integer Sequences, Academic Press, San Diego, 1995.
- J. H. Conway e N. J. A. Sloane, Sphere Packings, Lattices and Groups, Springer-Verlag, NY, 1st edn., 1988;[11] 2nd edn., 1993;[12] 3rd ed., 1998.
- A. S. Hedayat, N. J. A. Sloane e J. Stufken, Orthogonal Arrays: Theory and Applications, Springer-Verlag, NY, 1999.
- G. Nebe, E. M. Rains e N. J. A. Sloane, Self-Dual Codes and Invariant Theory, Springer-Verlag, 2006.